# SN 2006mm
SN 2006mm – supernowa typu Ia odkryta 21 października 2006 roku w galaktyce A010848+0017. Jej maksymalna jasność wynosiła 22,89m.